# Brenthis
Brenthis är ett släkte av fjärilar som beskrevs av Jacob Hübner 1819. Brenthis ingår i familjen praktfjärilar.

## Bildgalleri

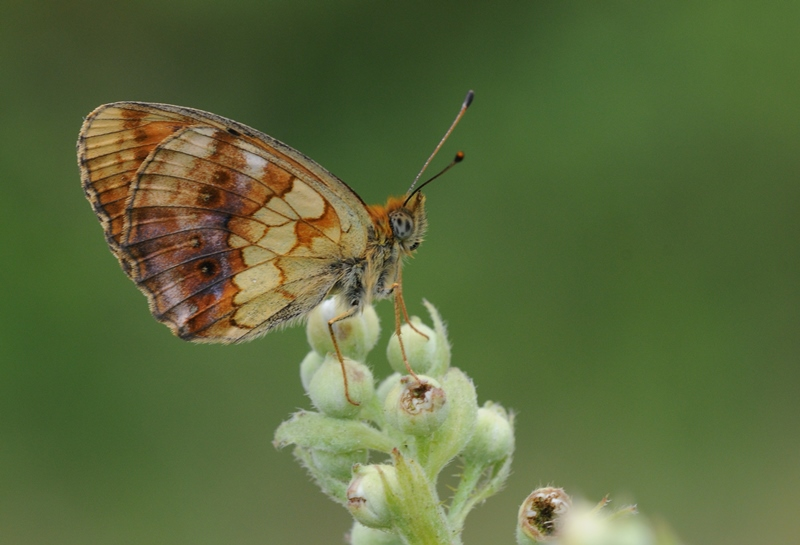
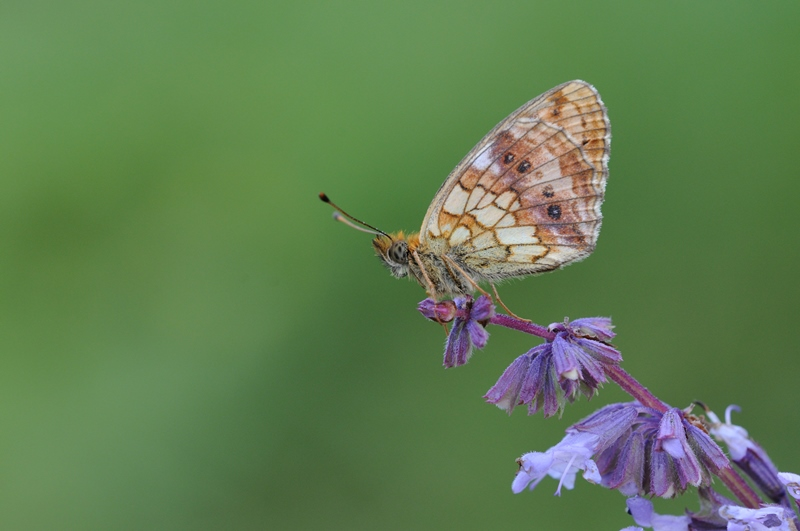

## Dottertaxa tillBrenthis, i alfabetisk ordning[1][2]
- Brenthis achasis
- Brenthis acrita
- Brenthis adula
- Brenthis aigina
- Brenthis alaica
- Brenthis amurensis
- Brenthis anatolica
- Brenthis andersoni
- Brenthis asiaepallens
- Brenthis atra
- Brenthis basinigrans
- Brenthis beeri
- Brenthis bipuncta
- Brenthis brunnea
- Brenthis cadmeis
- Brenthis callisto
- Brenthis caucasica
- Brenthis chloris
- Brenthis chlorographa
- Brenthis ciscaucasica
- Brenthis clara
- Brenthis conjuncta
- Brenthis daphne
- Brenthis daphnoides
- Brenthis depurpurata
- Brenthis dictynna
- Brenthis discolus
- Brenthis distincta
- Brenthis epidaphne
- Brenthis eporedia
- Brenthis erilda
- Brenthis florida
- Brenthis fumida
- Brenthis gracilens
- Brenthis hanako
- Brenthis hecate
- Brenthis ino
- Brenthis interligata
- Brenthis intermedia
- Brenthis japygia
- Brenthis karafutonis
- Brenthis kingana
- Brenthis lemmis
- Brenthis majuscula
- Brenthis mashuensis
- Brenthis mediofusca
- Brenthis melanosa
- Brenthis minor
- Brenthis mofidii
- Brenthis nikator
- Brenthis obscura
- Brenthis ochroleuca
- Brenthis ongudaica
- Brenthis padi
- Brenthis padiflorida
- Brenthis paidicus
- Brenthis parvimarginalis
- Brenthis poecilla
- Brenthis praenikator
- Brenthis pyrenaica
- Brenthis rabdia
- Brenthis radiata
- Brenthis radiosa
- Brenthis rubecula
- Brenthis semicadmeis
- Brenthis seminigra
- Brenthis semiobscurata
- Brenthis sesquierilda
- Brenthis sibirica
- Brenthis siciliaenana
- Brenthis sigurd
- Brenthis siopelus
- Brenthis stricta
- Brenthis strigosa
- Brenthis syriaca
- Brenthis taccanii
- Brenthis tarnis
- Brenthis tenuitermaculosa
- Brenthis tergesta
- Brenthis tigroides
- Brenthis trachelus
- Brenthis transcaucasica
- Brenthis transversa
- Brenthis triburniana
- Brenthis tristicula
- Brenthis weissiana
- Brenthis vitimensis